# Донское (Одесская область)
Донское (укр. Донське) — село, относится к Березовскому району Одесской области Украины. Расположено на ручье Старая Донская.
Население по переписи 2001 года составляло 124 человека. Почтовый индекс — 67351. Телефонный код — 4856. Занимает площадь 1,028 км². Код КОАТУУ — 5121285107.

## История
В 1945 г. Указом ПВС УССР в состав села Донская Балка включен хутор Карнагорова.
В 1972 г. село Донская Балка переименовано в Донское.

## Местный совет
67351, Одесская обл., Березовский р-н, с. Степановка, ул. Котовского, 16